# Salinas (Puerto Rico)

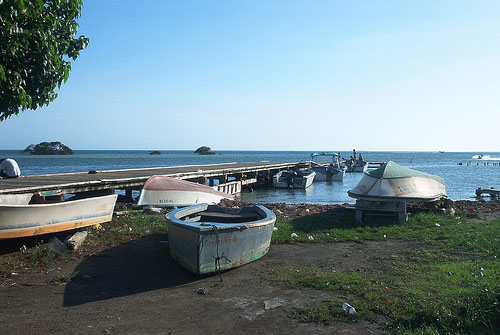
Yolas de los pescadores del poblado La Playa, en Salinas

Salinas es un municipio del Estado Libre Asociado de Puerto Rico, fundado el 22 de julio de 1841. Está localizado en la costa sur de la isla, al sur de Coamo, Aibonito y Cayey, al norte del mar Caribe, al este de Santa Isabel, y al oeste de Guayama. Debe su nombre a la cantidad de sal que se encontraba en sus costas antes de su fundación. En el Censo de 2010 tenía una población de 31 078 habitantes y una densidad poblacional de 105,15 personas por km².
Ha sido durante mucho tiempo lugar de pesca para los puertorriqueños, conocido por sus playas, su variedad de pescados y por ser el lugar de nacimiento del famoso "mojo isleño".
Aunque Salinas no tiene aeropuerto comercial, posee una base aérea militar estadounidenses. Además, tiene un campamento militar para jóvenes, Camp Santiago, que es visitado cada año por varios grupos de Boy y Girl Scouts de Estados Unidos y por otros grupos juveniles.

## Historia
Salinas fue fundada el 22 de julio de 1841 por Don Agustín Colón Pacheco como alcalde,Don José María Cadavedo como Sargento Mayor, Don Juan Colon como Capitán de Urbanos, y cinco hacendados que los fueron Don Antonio Semidey, Don Antonio Morelli, Don Francisco Secola, Don Julio Delannoy y Don José Antonio Torres, pero fue anexado como tenencia alcalde de Guayama en enero de 1847, logrando recupera la municipalidad en septiembre de 1851.

### Bandera
Fondo verde, con cinco triángulos isósceles de igual tamaño localizados en el centro de la bandera y formando una hilera que cubre la bandera de un extremo a otro. El verde representa la tierra y los triángulos las colinas de sal de las cuales deriva el nombre del municipio.

### Escudo
El escudo usa los colores tradicionales de la ciudad, el verde y plata. Los oteros de sal representan el nombre de la ciudad: Salinas. El pez se refiere a la pesca. Las hojas de caña de azúcar que rodean el escudo simbolizan a las plantaciones de caña de azúcar.

## Economía
Salinas es uno de los principales productores agrícolas de la costa sur de Puerto Rico. Cuenta con granjas productoras de plátanos y papayas en la comunidad Coco y el barrio Aguirre. El barrio Río Jueyes es uno de los principales productores de carne de vacuno. Salinas fue sede de Canto Alegre, una empresa especializada en aves de corral que suministraba a la mayoría de los supermercados de Puerto Rico.

## Gastronomía

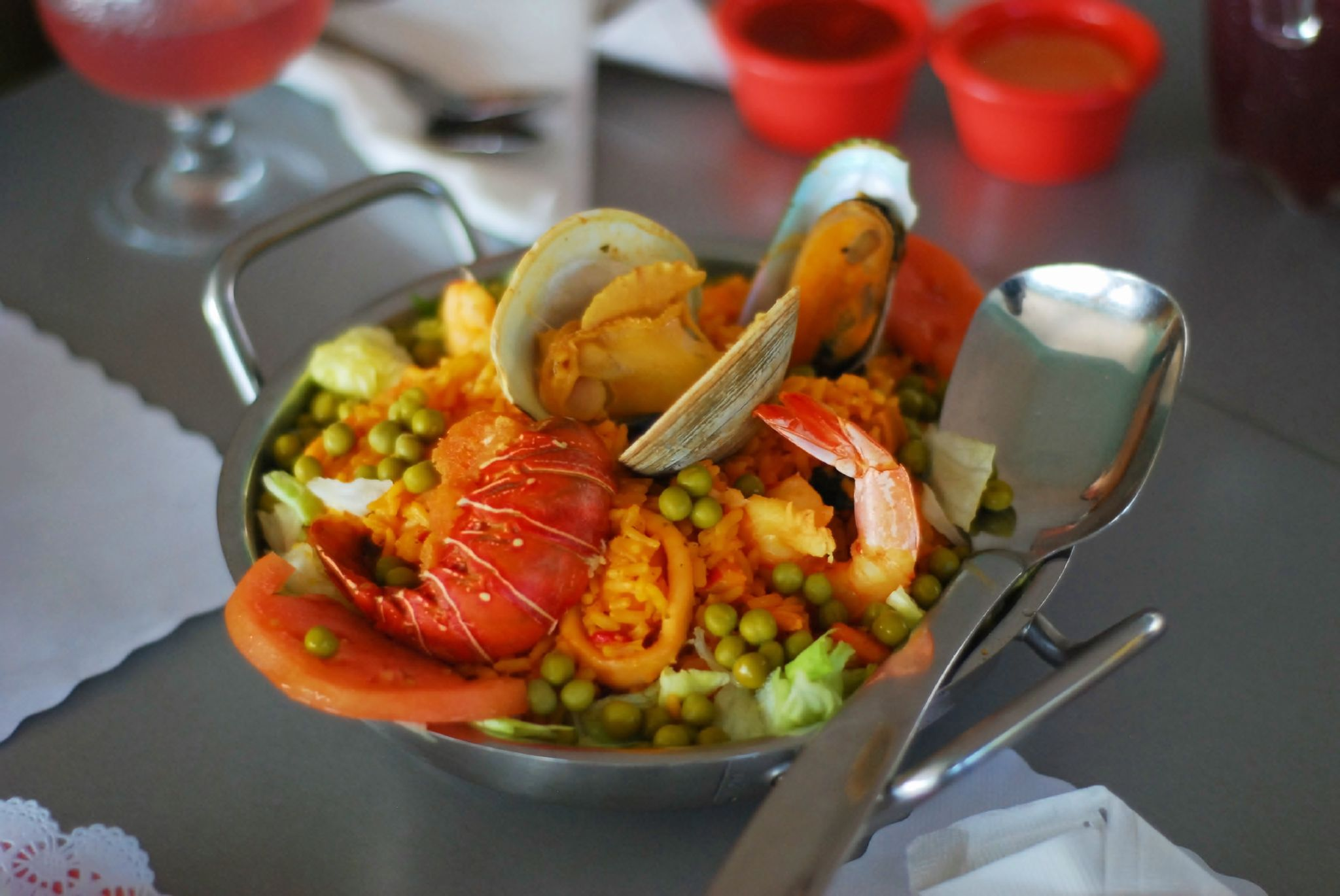
Paella en Salinas, Puerto Rico

El Municipio de Salinas se distingue por su exquisita cocina y sus excelentes restaurantes, por ser un municipio costero, abundan la variedad de mariscos y las delicias del mar. Durante la década del 1940, doña  Eladia (Ladí) Correa Santiago creó el famoso Mojo Isleño, una salsa peculiar que rápidamente se convirtió en favorita del paladar puertorriqueño. Tal fue la proliferación y el renombre creado, que se le denominó a Salinas el «Pueblo del Mojo Isleño».  Siendo este pueblo, de los pocos en Puerto Rico en tener un cognomento en honor a sus habilidades culinarias.  De igual manera su escudo y bandera hacen referencia a los frutos del mar.
Actualmente, y en búsqueda de aumentar la atención hacia los frutos del mar y la gastronomía costera, el Municipio de Salinas celebra varias actividades dirigidas a estos fines. Tales como: Festival Internacional del Mojo Isleño (tercer fin de semana de julio), Festival del Pescao (agosto) y el Mojo Culinary Fest (primer viernes de mes).

## Geografía
Salinas se encuentra ubicado en las coordenadas 17°58′17″N 66°15′44″O / 17.97139, -66.26222. Según la Oficina del Censo de los Estados Unidos, Salinas tiene una superficie total de 295.57 km², de la cual 179,65 km² corresponden a tierra firme y (39,22 %) 115,92 km² es agua.

## Demografía
Según el censo de 2010, había 31 078 personas residiendo en Salinas. La densidad de población era de 105,15 hab./km². De los 31 078 habitantes, Salinas estaba compuesto por el 0,49 % blancos, el 0,1 % eran afroamericanos, el 0,01 % eran amerindios, el 0,02 % eran asiáticos, el 0,03 % eran de otras razas y el 0,03 % eran de una mezcla de razas. Del total de la población el 99,31 % eran hispanos o latinos de cualquier raza.

## Barrios
El territorio de Salinas está dividido en la Cabecera municipal (Pueblo) y cinco barrios y tres sub-barrios (Los poblados de: Aguirre, Coquí y San Felipe).  Dentro del territorio de cada uno de los cinco barrios hay poblados entre los que se destacan por mayor población: Coco, Las 80, Playa, Parcelas Vázquez y Plena.
- Aguirre
- Lapa
- El Coco
- Sabana Llana
- La Plena
- Las 80s
- La Playa
- La Playita
- Las Mareas
- Palmas
- Quebrada Yeguas
- Río Jueyes
- Pueblo
- Vertero
- El Coqui

## Patrimonio
- Albergue Olímpico
- Campamento Santiago (Acceso restringido)
- Museo de los deportes
- Monumento al Jíbaro Puertorriqueño
- Playa Salinas
- Plaza de los Fundadores
- Plaza del Mercado
- Plaza Delicias
- Iglesia de Nuestra Señora de la Monserrate
- International Speedway
- El Monumento al Pescador
- Poblado corporativo de la Antigua Central Aguirre
- Pozo de Agua Dulce
- Caño Matia
- Reserva Forestal Las Tetas
- Reserva de Investigación Estuarina Bahía de Jobos
- Playa Politas
- Bahía Salinas
- Ruta gastronómica de La Playa

## Fiestas
- Mojo Culinary Fest (primer viernes de cada mes)
- Fiestas del Populares del Barrio Coquí (último fin de semana de junio)
- Festival Internacional del Mojo Isleño (tercer fin de semana de julio)
- Festival del Pescao (agosto)
- Nuestra Señora de la Monserrate (septiembre)